# 京都府道660号峰山停車場荒山線
京都府道660号峰山停車場荒山線（きょうとふどう660ごう みねやまていしゃじょうあらやません）は、京都府京丹後市を通る、かつて存在した一般府道である。

## 概要
京丹後市峰山町杉谷から京丹後市峰山町荒山に至る。
ほぼ中間地点に竹野川が流れる。

### 路線データ
- 起点：京丹後市峰山町杉谷（北近畿タンゴ鉄道宮津線 峰山駅前、京都府道661号峰山停車場線起点）
- 終点：京丹後市峰山町荒山（京都府道656号間人大宮線交点）

## 路線状況

### 道路施設

#### 橋梁
- 新山橋（竹野川、京丹後市）

## 地理

### 通過していた自治体
- 京丹後市

### 交差していた道路
| 交差していた道路          | 交差していた場所 | 交差していた場所 |
| ------------------------- | ---------------- | ---------------- |
| 京都府道661号峰山停車場線 | 峰山町杉谷       | 起点             |
| 国道482号                 | 峰山町荒山       | 峰中学校前交差点 |
| 京都府道656号間人大宮線   | 峰山町荒山       | 終点             |

### 交差していた鉄道
- 北近畿タンゴ鉄道宮津線

### 沿線
- 北近畿タンゴ鉄道宮津線 峰山駅
- 京丹後市立峰山中学校
- 京都府峰山自動車学校
- 新山簡易郵便局
- 京丹後市立しんざん小学校